# Tessera hospitalis
La tessera hospitalis, nella Roma antica era un documento usato per riconoscimento e garanzia, sul quale si incidevano i nomi dell'ospite e dell'ospitato. 
Agli inizi del commercio a Roma, si poteva accedere in città solo se in possesso di questa tessera. L'ospite (colui che ospita) faceva da garante dello straniero (ospitato). Lo stesso accadeva quando il romano andava presso l'ospitato che diventava a sua volta "ospite". 
Tali tessere potevano essere di diversi materiali, per esempio bronzo, piombo, avorio, osso. Un esempio di Tessera Hospitalis, ritrovata in un deposito votivo accanto al podio del tempio più antico dell'area di Sant'Omobono, è a forma di leoncino, in avorio, intagliata solo da un lato, con sopra un'iscrizione in etrusco: "Araz Silqetenas Spurianas" (sono un nome, un cognome e un secondo gentilizio).